# Pseudophegopteris cruciata
Pseudophegopteris cruciata är en kärrbräkenväxtart som först beskrevs av Carl Ludwig Willdenow, och fick sitt nu gällande namn av Holtt. Pseudophegopteris cruciata ingår i släktet Pseudophegopteris och familjen Thelypteridaceae. Inga underarter finns listade.